# Bert Dietz
Pour les articles homonymes, voir Dietz.
Bert Dietz (né le 9 février 1969 à Leipzig) est un coureur cycliste allemand. Il est professionnel de 1994 à 2000 avec l'équipe Telekom puis Nurnberger Versicherung.

## Biographie
En 2007, il fait partie des anciens coureurs de l'équipe Telekom avouant s'être dopé durant leur carrière.

## Palmarès
- 1986
  -  Médaillé de bronze au championnat du monde du contre-la-montre par équipes juniors
- 1989
  - 2e de l'Erzgebirgsrundfahrt
- 1990
  - 14e étape du Tour de Cuba
  - 2e étape du Tour du Loir-et-Cher
  - Tour de Thuringe
  - 5e étape de la Course de la Paix
  - 2e du Tour du Loir-et-Cher
  - 2e de la Course de la Paix
- 1991
  - 1re étape du Tour de Thuringe
  - 9e étape de la Course de la Paix
  - 2e du Tour de Saxe
  - 3e du championnat d'Allemagne du contre-la-montre par équipes amateurs
- 1992
  - Tour de Thuringe
  - 5e étape de la Course de la Paix
  - Tour de Hesse
  - Tour de Nuremberg
  - 2e de la Course de la Paix
- 1993
  -  Champion d'Allemagne sur route amateurs
  - Tour de Basse-Saxe :
    - Classement général
    - 1reb (contre-la-montre par équipes) et 6e étapes

  - 3e étape du Tour d'Autriche
  - Tour de Rhénanie-Palatinat
- 1995
  - 12e étape du Tour d'Espagne
- 1996
  - 3eb étape du Tour de Suède
  - 2e du Tour de Suède
  - 2e de la HEW Cyclassics
  - 3e du Trophée Luis Puig
- 1997
  - 1re étape du Tour d'Aragon
  - Tour de l'Aéroport de Cologne-Bonn
  - 2e du Tour de Bavière
- 1998
  - 7e étape de la Course de la Paix
- 2000
  - 6e étape de la Course de la Paix

## Résultats sur les grands tours

### Tour d'Espagne
3 participations
- 1995 : 32e, vainqueur de la 12e étape
- 1996 : abandon (4e étape)
- 1998 : 79e